# Silnice II/226
Silnice II/226 je silnice II. třídy, která vede z Podbořan do Žlutic. Je dlouhá 29,1 km. Prochází dvěma kraji a dvěma okresy.

## Vedení silnice

### Ústecký kraj, okres Louny
- Pšov (křiž. I/27)
- Podbořany (křiž. II/224, II/221, peáž s II/224, II/221)
- Vroutek (křiž. III/22116, III/2241, III/2261)
- Lužec (křiž. III/1941, III/2261)
- Drahonice (křiž. III/2262)
- Lubenec (křiž. D6, I/6, III/22610, III/2263)

### Karlovarský kraj, okres Karlovy Vary
- Žďárek (křiž. III/2264)
- Chyše (křiž. II/194, III/2266, III/20515)
- Protivec (křiž. III/2269)
- Žlutice (křiž. II/205)